# Campionats del món de ciclisme en ruta de 1928
Els Campionats del món de ciclisme en ruta de 1928 es disputaren el 16 d'agost a Budapest, Hongria.

## Palmarès
| Proves :                         | Or                       | Or         | Argent                  | Argent    | Bronze                 | Bronze    |
| Professionals                    |                          |            |                         |           |                        |           |
| Cursa en línia masculina detalls | Georges Ronsse · Bèlgica | 6h 20' 10" | Herbert Nebe · Alemanya | + 19' 43" | Bruno Wolke · Alemanya | + 19' 43" |
| Amateurs                         |                          |            |                         |           |                        |           |
| Cursa en línia masculina         | Allegro Grandi Itàlia    | 6h 55' 09" | Michele Mara Itàlia     | m. t.     | Jean Aerts · Bèlgica   | + 13' 45" |

## Medaller
| Posició | País     | Or | Plata | Bronze | Total |
| 1       | Itàlia   | 1  | 1     | 0      | 2     |
| 2       | Bèlgica  | 1  | 0     | 1      | 2     |
| 3       | Alemanya | 0  | 1     | 1      | 2     |